# Roderick Chisholm
Roderick M Chisholm. född 1916 i Seekonk, död 1999 i Providence, var en amerikansk filosof som utmärkt sig genom sitt arbete inom epistemologi, metafysik, fri vilja och perceptionsfilosofi. Han fick sin doktorsexamen vid Harvard University under Clarence Irving Lewis och Donald C. Williams. Han föreläste dessförinnan vid Brown University.
Chisholms första stora arbete var Perceiving (1957). Hans epistemologiska syn summerades i en populär text vid namn Theory of Knowledge, som publicerades i tre olika utgåvor (1966, 1977, and 1989). Hans mästerverk var emellertid Person and Object, ett verk vars titel medvetet kontrasterades med W.V.O. Quines Word and Object. Chisholm var en metafysisk platonist i traditionen av Bertrand Russell och en rationalist i traditionen av Russell, G.E. Moore samt Franz Brentano. Han motsatte sig Quines anti-realism, behaviorism och relativism. Han försvarade möjligheten av empirisk kunskap genom att vädja till a prioriska epistemiska principer vars konsekvenser inkluderar att det för det mesta är mer rationellt att lita på ens sinnen och minne i de situationer man möts av. Hans kunskapsteori var också fundamentistisk till sin karaktär: alla rättfärdigade trosföreställningar är antingen "direkt evidenta" eller stöds av kedjor av rättfärdigade trosföreställningar som till slut leder till trosföreställningar som är direkt evidenta (eller självevidenta). Han försvarade också en kontroversiell teori om volition som kallas "agentkausalitet" som är mycket likt den Thomas Reid förespråkade. Han argumenterade för att fri vilja är inkompatibelt med determinism och trodde att vi faktiskt agerar fritt. Han var således metafysisk libertarian. Han utvecklade en högst originell teori om första-personens-tänkande enligt vilken sakerna vi tror på är egenskaper, och att tro på dem är att själv-attribuera dem. En liknande syn utvecklades självständigt av David Kellogg Lewis. Teorin blev mycket populär även om den idag är mest känd genom Lewis' arbete. Chisholm var också känd för att ha försvarat möjligheten av en robust självkännedom (mot skeptiska argument från filosofer såsom David Hume) och kraven av en objektiv etik som liknar den W.D. Ross skrev om. Chisholms andra böcker inkluderar The Problem of the Criterion, Perceiving, "The First Person" och A Realist Theory of the Categories. Hans journalartiklar är förmodligen mer kända.
Chisholm var välbeläst i filosofins historia och refererade ofta till verk från antiken, medeltiden, de moderna analytiska och även de kontinentala traditionerna (även om hans användande av detta material ibland blivit utmanat). Han hade således en oerhörd respekt för sin disciplins historia till skillnad från den likgiltighet många av hans analytiska kollegor hade inför den. Chisholm översatte flera verk från Brentano och Husserl och bidrog till post-1970-renässansen av mereologi. 
Chisholm var mycket inflytelserik för sina studenter, bland dessa inkluderade Richard Taylor, Jaegwon Kim, Keith Lehrer, R.C. Sleigh, Ernest Sosa, Fred Feldman, Terence Penelhum, Selmer Bringsjord, Dean Zimmerman och Bernard K. Symonds.